# Фогтс, Берти
Ханс-Ху́берт Фогтс (нем. Hans-Hubert Vogts; род. 30 декабря 1946[…], Бюттген, Северный Рейн-Вестфалия), более известный как Бе́рти Фогтс (нем. Berti Vogts) — немецкий футболист и футбольный тренер. Выступал за сборную ФРГ. Чемпион мира (1974). Чемпион Европы как игрок (1972) и как тренер (1996).

## Карьера в клубах

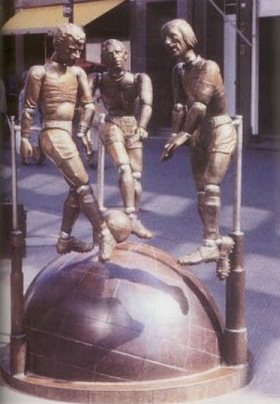
Памятник легендарной «троице» «Боруссии» (Мёнхенгладбах) — Херберту Виммеру, Берти Фогтсу и Гюнтеру Нетцеру (слева — направо). Установлен в пешеходной зоне г. Мёнхенгладбах (Германия).

Берти Фогтс начал свой путь в футболе в 1959 году в составе детской команды «Бюттгена». В составе этого клуба он выступал вплоть до перехода в «Боруссию» (Мёнхенгладбах) в 1965 году. В этой команде он и провёл всю свою карьеру на высоком уровне, выступая на позиции правого защитника. В 70-х годах он был одним из ключевых игроков команды. За игровые качества Фогтс получил прозвище «Терьер». За карьеру он пять раз становился чемпионом ФРГ, один раз выиграл Кубок страны и дважды Кубок УЕФА. Всего за карьеру Берти Фогтс провёл 419 матчей и забил 32 мяча в чемпионате Германии, также на его счету 64 игры и 8 мячей в еврокубках.
Карьеру игрока Берти Фогтс завершил в 1979 году.

## Карьера в сборной
Берти Фогтс сыграл 9 матчей за юниорские сборные ФРГ, 3 игры за сборную ФРГ до 23 лет и 96 матчей за первую сборную ФРГ. Фогтс является одним из лидеров по числу матчей за сборную в истории немецкого футбола. В 20 матчах он выходил на поле с капитанской повязкой. Единственный гол забил ударом головой команде сборной Мальты. В 1974 году Берти Фогтс стал чемпионом мира по футболу, в финале закрыв ведущего игрока сборной Голландии Йохана Кройфа.

## Карьера тренера

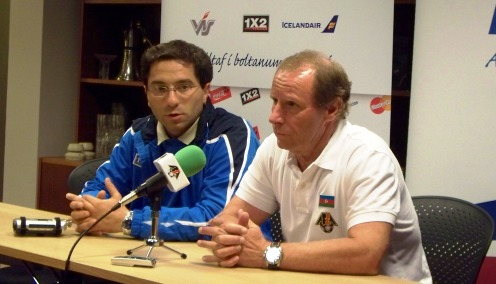
Берти Фогтс во время пресс-конференции после окончания товарищеского матча Исландия — Азербайджан. Рейкьявик, 20 августа 2008

После окончания игровой карьеры Фогтс начал работать тренером молодёжной сборной страны. В 1986 году он параллельно выполнял функции ассистента главного тренера в первой сборной, а в 1990 году возглавил сборную Германии. В 1996 году он привёл Германию к победе на чемпионате Европы в Англии. Пост главного тренера он оставил после чемпионата мира 1998, когда сборная Германии сенсационно была разгромлена командой Хорватии в 1/4 финала. В 1996 году международной федерацией футбольной истории и статистики был учрежден новый футбольный приз — титул лучшего тренера планеты среди наставников национальных сборных. Его первым обладателем стал немец Берти Фогтс.
В ноябре 2000 года Фогтс возглавил леверкузенский «Байер 04». В мае 2001 года он был уволен, несмотря на успешное выступление команды в Лиге чемпионов. В августе того же года он возглавил сборную Кувейта, но через полгода оставил этот пост, приняв предложение возглавить национальную команду Шотландии.
Дебют Фогтса состоялся в марте 2002 года и ознаменовался разгромным поражением от Франции со счётом 0:5. Сборная Шотландии дошла до стыковых матчей отбора к чемпионату Европы 2004 года, сенсационно выиграв со счётом 1:0 у Нидерландов, но проиграв в ответном матче 0:6. На посту тренера он продержался до октября 2004 года. Сборная не давала результат и после ничьей с командой Молдавии он был вынужден подать в отставку. По словам российского спортивного журналиста Игоря Рабинера, в Шотландии о работе Фогтса отзывались «с ужасом».
15 января 2007 года Берти Фогтс сменил на посту главного тренера сборной Нигерии Агустина Эгуавона. В апреле 2008 года сменил на посту главного тренера сборной Азербайджана Гёко Хаджиевского. На время ЧМ-2014 Фогтс стал специальным советником Юргена Клинсманна в сборной США. В обязанности Фогтса входили помощь в разработке планов тренировок, подготовка скаутских отчётов и просмотр матчей конкурентов по турниру в Бразилии. 17 октября 2014 года Берти Фогтс покинул свой пост в сборной Азербайджана.

## Достижения

### Командные
«Боруссия» Мёнхенгладбах
- Чемпион ФРГ (5): 1969/70, 1970/71, 1974/75, 1975/76, 1976/77
- Обладатель Кубка ФРГ: 1972/73
- Обладатель Кубка УЕФА (2): 1974/75, 1978/79
- Обладатель Суперкубка ФРГ: 1977 (неофициально)
- Обладатель Кубка Жоана Гампера: 1972
- Финалист Кубка УЕФА: 1972/73
- Финалист Кубка европейских чемпионов: 1976/77

Сборная ФРГ
- Чемпион мира: 1974
- Чемпион Европы: 1972
- Бронзовый призёр чемпионата мира: 1970
- Серебряный призёр чемпионата Европы: 1976

### Тренерские
Сборная Германии
- Чемпион Европы 1996 года
- Серебряный призёр чемпионата Европы 1992 года

### Личные
- Футболист года в ФРГ (2): 1971, 1979
- Входит в символическую сборную чемпионата мира (2): 1974, 1978
- Входит в команду сезона Бундеслиги (9): 1965/66, 1967/68, 1968/69, 1969/70, 1970/1971, 1972/73, 1974/75, 1975/76, 1976/77